# Wahlen zum Repräsentantenhaus der Vereinigten Staaten 1898
Bei den Wahlen zum Repräsentantenhaus der Vereinigten Staaten 1898 wurden am 8. November 1898 die Abgeordneten des Repräsentantenhauses gewählt. In drei Staaten fanden die Wahlen bereits zwischen Juni und September statt. Die Wahlen waren Teil der allgemeinen Wahlen zum 56. Kongress der Vereinigten Staaten in jenem Jahr, bei denen auch ein Drittel der US-Senatoren gewählt wurden. Da die Wahlen etwa in der Mitte der Amtszeit des Republikanischen Präsidenten William McKinley stattfanden (Midterm Election), galten sie auch als Votum über die bisherige Politik des Präsidenten.
Zu dieser Zeit bestanden die Vereinigten Staaten aus 45 Bundesstaaten. Es waren 357 Abgeordnete zu wählen. Die Sitzverteilung basierte auf der Volkszählung von 1890.
Bei den Wahlen konnten die Demokraten ihren bereits zwei Jahre zuvor begonnenen Aufwärtstrend fortsetzen. Sie gewannen weitere 37 Mandate und kamen nun auf 161 Sitze. Damit blieben sie aber weiterhin in der Opposition. Die Republikaner verloren 19 Sitze konnten aber mit 187 Mandaten ihre absolute Mehrheit behalten. Die Populist Party verlor 17 Sitze und kam nun mehr nur noch auf 5 Mandate. Viele Wähler dieser Partei wechselten zur Demokratischen Partei. Wenige Jahre später ging dann die Populist Party in der Demokratischen Partei auf. Trotz des erfolgreichen Spanisch-Amerikanischen Kriegs und der damit verbundenen territorialen Zugewinne konnten die Republikaner nicht davon profitieren, da sich die Demokraten in ihrem Programm als "Partei des kleinen Mannes" und der Sozialreformen gegen das Großkapital und die Wirtschafts und Industriegrößen jener Zeit stellten und die offensive amerikanische Außenpolitik bekämpften. Die Demokraten gewannen vor allem im ländlichen Mittleren Westen viele Wählerstimmen.
Wahlberechtigt und wählbar waren nur Männer. Frauen waren noch bis 1920 auf Bundesebene von Wahlen ausgeschlossen. Vor allem in den Südstaaten war das Wahlrecht durch Gesetze eingeschränkt, die das Wahlrecht an ein bestimmtes Steueraufkommen knüpften. Dadurch wurden ärmere Weiße, vor allem aber viele Afro-Amerikaner vom Wahlrecht ausgeschlossen.

## Wahlergebnis
- Demokratische Partei 161 (124) Sitze
- Republikanische Partei 187 (206) Sitze
- Populist Party 5 (22) Sitze
- Sonstige: 4 (5) Sitze

Gesamt: 357 (357)
In Klammern sind die Ergebnisse der letzten Wahl zwei Jahre zuvor. Veränderungen im Verlauf der Legislaturperiode, die nicht die Wahlen an sich betreffen, sind bei diesen Zahlen nicht berücksichtigt, werden aber im Artikel über den 56. Kongress im Abschnitt über die Mitglieder des Repräsentantenhauses bei den entsprechenden Namen der Abgeordneten vermerkt. Das Gleiche gilt für Wahlen in Staaten, die erst nach dem Beginn der Legislaturperiode der Union beitraten. Daher kommt es in den Quellen gelegentlich zu unterschiedlichen Angaben, da manchmal Veränderungen während der Legislaturperiode in die Zahlen eingearbeitet wurden und manchmal nicht.